# Маррупе
Маррупе (ісп. Marrupe) — муніципалітет в Іспанії, у складі автономної спільноти Кастилія-Ла-Манча, у провінції Толедо. Населення — 170 осіб (2010).
Муніципалітет розташований на відстані близько 100 км на захід від Мадрида, 70 км на захід від Толедо.

## Демографія
Динаміка населення (INE ):

## Галерея зображень

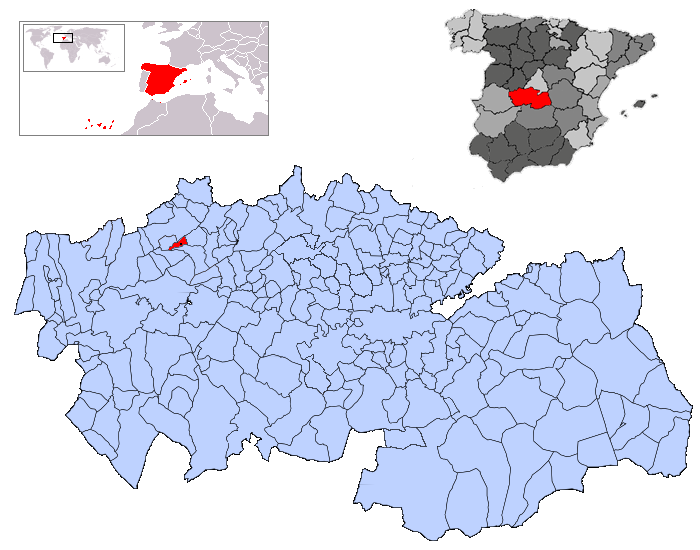
Розташування муніципалітету у провінції Толедо